# رافائل نونیز (بازیکن فوتبال)
رافائل نونیز (انگلیسی: Rafael Núñez؛ زادهٔ ۲۵ ژانویهٔ ۲۰۰۲) بازیکن فوتبال است.
وی همچنین در تیم ملی فوتبال Dominican Republic U23 بازی کرده‌است.